# Роговський Володимир Анатолійович
Володимир Анатолійович Роговський (7 лютого 1965) — український шахіст, гросмейстер (2005), шаховий тренер. 
 Чемпіон України з шахів 2000 року, бронзовий призер 2003 року.

## Турнірні результати

### Результати виступів у чемпіонатах України
Володимир Роговський зіграв у семи фінальних турнірах чемпіонатів України, набравши загалом 30½ очок з 56 можливих (+22-17=17).
| Рік  | Місто           | Турнір                 | + | − | = | Результат | Місце   |
| ---- | --------------- | ---------------------- | - | - | - | --------- | ------- |
| 1995 | Дніпропетровськ | 64-й чемпіонат України | 4 | 4 | 1 | 4½ з 9    | 26 — 31 |
| 2000 | Севастополь     | 69-й чемпіонат України | 7 | 1 | 1 | 7½ з 9    | Gold    |
| 2001 | Покров          | 70-й чемпіонат України | 2 | 6 | 1 | 2½ з 9    | 30      |
| 2002 | Алушта          | 71-й чемпіонат України | 5 | 2 | 2 | 6 з 9     | 7 — 14  |
| 2003 | Сімферополь     | 72-й чемпіонат України | 4 | 0 | 5 | 6½ з 9    | Bronze  |
| 2004 | Харків          | 73-й чемпіонат України | 0 | 1 | 1 | ½ з 2     | 1/16    |
| 2007 | Харків          | 76-й чемпіонат України | 0 | 3 | 6 | 3 з 9     | 26      |

## Зміни рейтингу
| На цьому місці має відображатися графік чи діаграма, однак з технічних причин його відображення наразі вимкнено. Будь ласка, не видаляйте код, який викликає це повідомлення. Розробники вже працюють для того, щоби відновити штатне функціонування цього графіка або діаграми. | |
| | На цьому місці має відображатися графік чи діаграма, однак з технічних причин його відображення наразі вимкнено. Будь ласка, не видаляйте код, який викликає це повідомлення. Розробники вже працюють для того, щоби відновити штатне функціонування цього графіка або діаграми. |